# Bletschepsin
Bletschepsin (russisch Блечепсин) ist ein Dorf (aul) in Südrussland. Es gehört zur Republik Adygeja und hat 3067 Einwohner (Stand 2019). Im Ort gibt es 27 Straßen.
Bletschepsin liegt 10 km südlich von Koschechabl (dem Verwaltungszentrum des Rajons) auf der Straße. Ignatjewski ist der nächstgelegene ländliche Ort. 